# Wave K
《Wave K》(웨이브 케이) 또는 《Wave K-Pop》(웨이브 케이팝)은 2011년 10월 9일부터 2012년 3월 4일까지 방영한 OBS경인TV의 텔레비전 가요 프로그램이다.

## 방영 목록

### 2011년
| 회차 | 방영일    | 출연자                                                                                  |
| ---- | --------- | --------------------------------------------------------------------------------------- |
| 1회  | 10월 9일  | 브라이언, 이루, 유키스, 에이프릴키스, 에이트, 코드브이, 길학미, 소울스타, 이바디        |
| 2회  | 10월 16일 | 살찐 고양이, 에이트, 다비치 스윙걸즈, 소울스타, 박완규, 유키스                          |
| 3회  | 10월 23일 | 서인국, 클로버, 이바디, 와인홀비너스 BB. Boys, B1A4, CS Numbers, 디셈버, 달샤벳         |
| 4회  | 10월 30일 | 클로버, B1A4, 블랙라이머, 슈퍼베이비 나인뮤지스, 스텔라, 시크릿, 휘성                   |
| 5회  | 11월 6일  | 나인뮤지스, My Name, 다비치, 서영 성훈, 슈퍼베이비, 크리스피 크런치                     |
| 6회  | 11월 13일 | 와인홀비너스, 노브레인, 니모, 오윤혜 My Name, C-REAL, 이루, 어반자카파                  |
| 7회  | 11월 20일 | 엔소닉, WE, 마야 변진섭, 김조한, My Name, 노을                                          |
| 8회  | 11월 27일 | 마이티 마우스, 소야, G.D.M, 김조한, 정인 소찬휘, 샤이니, 클리나, My Name, C-REAL        |
| 9회  | 12월 4일  | 제이세라, 부가 킹즈, M.I.B, 일렉트로보이즈 레드애플, 라니아, 더블에이, 이지혜           |
| 10회 | 12월 11일 | 노라조, 트랙스, 에이블, 퍼스트, My Mame 와인홀비너스, 포맨, 미, 나오미, WE, 엔소닉      |
| 11회 | 12월 18일 | 알리, 손호영, 브레이브걸스, 레드애플 라니아, 블랙아이, 신서우, 더블에이                 |
| 12회 | 12월 25일 | 고스트 버스, C-REAL, 일렉트로 보이즈, 비즈니즈 45RPM, WE, 칵스, 랄라스윗, 팝핀현준 Crew |

### 2012년
| 회차 | 방영일   | 출연자                                                                                                 |
| ---- | -------- | --- |
| 13회 | 1월 1일  | B1A4, 마이 네임, 라니아, 레드애플 시리얼, 윈드 홀드 비너스, M.I.B, 브레이브 걸스                       |
| 14회 | 1월 8일  | B1A4, 마이 네임, 라니아, 레드애플 시리얼, 윈드 홀드 비너스, M.I.B, 브레이브 걸스                       |
| 15회 | 1월 15일 | 더블에이, 시현, 크리스피 크런치, NS 윤지, 팀, 셰인 일렉트로 보이즈, F.I.X, 살찐고양이, 디아, 이현      |
| 16회 | 1월 22일 | 코요태, NS윤지, 제이세라, 이현 에즈원, 쇼콜라, New.F.O, 먼데이 키즈                                    |
| 17회 | 1월 29일 | 브라이언, 김여희, 상미, 신고은, TGUS 쇼콜라, F.I.X, NS윤지, 살찐 고양이, MBLAQ                         |
| 18회 | 2월 5일  | 제이세라, 셰인, NS윤지, 브라이언, 일렉트로 보이즈 식스밤, 치키치키 붐, 퍼스트 레이디, 말랑말랑, 엠블랙 |
| 19회 | 2월 12일 | 장재인, 레드애플, 블락비 도도레이디스, 달샤벳                                                          |
| 20회 | 2월 19일 | 쇼콜라, NS윤지, 브라이언, 이현, 달샤벳, 레드애플 김진엽, 장재인, 일렉트로보이즈, 나인뮤지스            |
| 21회 | 2월 26일 | 쇼콜라, 브라이언, 써니힐, BAP 브레이브걸스, 에일리, 달샤벳, 퍼스트, 레드애플                           |
| 22회 | 3월 4일  | BAP, 레드애플, 제이심포니, FIX, 쇼콜라 브레이브걸스, 블락비, WE, 스피카, 달샤벳                        |

## 같이 보기
지상파
- 뮤직뱅크 (KBS 2TV)
- 쇼! 음악중심 (MBC)
- SBS 인기가요 (SBS)

유료 방송
- M! Countdown (Mnet)
- 쇼 챔피언 (MBC MUSIC)

종합 편성
- 뮤직 온 탑 (JTBC)
- K-PopCon (채널A)
- Show K Music ((MBN))